# Niels Hav
Niels Hav (Lemvig, 7 de novembro de 1949) é um poeta e contista dinamarquês. Nasceu na área rural no oeste da Dinamarca.
Estreou na literatura em 1981 com a publicação de um livro de contos, e no ano seguinte publicou seu primeiro livro de poesia, Glæden sidder i kroppen. Niels já se estabeleceu como uma voz nórdica contemporânea como autor de contos e poemas publicados em inúmeras revistas e antologias em todo o mundo, sendo traduzido para o inglês, árabe, espanhol, italiano, turco, alemão, holandês, chinês, sérvio, albanês, entre outros idiomas.
Em inglês, uma coleção de sua poesia, God’s Blue Morris, foi publicada pela Crane Editions (Canadá) em 1993. Em 2006 foi publicada outra coleção de seus poemas, intitulada We Are Here, pela editora canadense BookThug. Ambas com tradução de Patrick Friesen e P. K. Brask.
Atualmente vive com sua família em Copenhague, em um dos bairros mais coloridos e multiétnicos da capital dinamarquesa. Viajou diversas vezes para Europa, Ásia, América do Norte e do Sul e participa frequentemente de festivais internacionais de poesia.

## Obras
Poesia
- A alma dança em seu berço (Editora Penalux, 2018 – Traduzido por Edivaldo Ferreira e Matheus Peleteiro)
- De gifte koner i København (Jorinde en Joringel, 2009)
- Grundstof (Gyldendal, 2004)
- Når jeg bliver blind (Gyldendal, 1995)
- We Are Here, poems (Book Thug, Toronto, 2006 – Traduzido por Patrick Friesen & P.K.Brask)
- God´s blue Morris, A selection of poems (Crane Editions, 1993 – Traduzido por Patrick Friesen & P.K.Brask)
- Sjælens geografi (Hekla, 1984)
- Glæden sidder i kroppen (Jorinde en Joringel, 1982)

Prosa
- Den Iranske sommer (Gyldendal, 1990)
- Øjeblikket er en åbning (Hekla, 1983)
- Afmægtighed forbudt (Hekla, 1981)